# Миодраг Манојловић
Миодраг Манојловић је умјетник из Босне и Херцеговине. Рођен је 1979. године у Мркоњић Граду. Дипломирао је 2004. на одсјеку за сликарство бањолучке Академије умјетности, а магистирирао је 2007. сценски дизајн на Универзитету умјетности у Београду. Саоснивач је умјетничке групе - центра за визуелну комуникацију „Проток“, која је почела са радом 2005. године. Ради на Универзитету за пословне студије у Бањој Луци.
Био је номинован за награду „Звоно“ 2008. године.

## Изложбе, фестивали и радионице
- 1999:  (Бања Лука);[3]
- 2005: , Косанчићев венац (Београд);[3]
- 2006: , Музеј савремене умјетности Републике Српске (Бања Лука);[3]
- 2007: Дислокација погледа, Музеј савремене умјетности Републике Српске (Бања Лука);[3]
- 2007: Краткофил, Интернационални фестивал кратког филма, Бања Лука
- 2007: Присуство одсутног, видео инсталација, Музички павиљон (Бања Лука);[3]
- 2007: Луксуз филм фест, Интернационални фестивал алтернативног филма, Словенија
- 2007:  (Велика Британија);[3]
- 2007: Међупростор, Музеј савремене уметности Војводине (Нови Сад);[4]
- 2008:  пројекат Artventure, Visual Art Network (Стразбур);[3]
- 2008: -NamaTRE.ba, Video art exhibition, Требиње
- 2008: -Међупростор, Музеј града Скопља, Скопље
- 2008: -Orebro International Video Art Festival, Шведска
- 2008: -Балканима, Међународни фестивал анимираног филма, Београд
- 2008: -Аниманима, Међународни фестивал анимације, Чачак
- 2008: , Културни центар Мркоњић Град;[5]
- 2009: -Умјетност и тероризам, Босанскохерцеговачка умјетност након 11. септембра, Градска галерија, Бихаћ
- 2009: -Experimental Cinema, Rauland kunstforening, Rauland, Норвешка
- 2010: , заједничка изложба радова Ненада Малешевића и Миодрага Манојловића, Музеј савремене умјетности Републике Српске (Бања Лука);[6][7]
- 2010: -Regards Projectes, Aspects de la video contemporaine en Europe, Espace apollonia, Strasbourg, Француска
- 2010:  (Љубљана).[8]